# Puchar Kontynentalny w skokach narciarskich 2018/2019
Puchar Kontynentalny w skokach narciarskich 2018/2019 – 28. edycja Pucharu Kontynentalnego. Rozpoczęła się 8 grudnia 2018 roku w Lillehammer, a zakończyła się 24 marca 2019 roku w Czajkowskim.
Łącznie zaplanowano rozegranie 28 konkursów w 11 krajach.
Tytułu bronił Norweg Marius Lindvik, który w sezonie 2017/2018 zdobył 1102 punkty. Kolejne miejsca w klasyfikacji generalnej zajęli wówczas Niemcy Andreas Wank i David Siegel.
Pierwszy z konkursów w Klingenthal ze względu na zbyt silny wiatr przeniesiono z 5 na 6 stycznia 2019. Z kolei drugi konkurs w Bischofshofen przeniesiono z 13 na 12 stycznia z powodu przewidywanych silnych opadów deszczu ze śniegiem.
Zaplanowane na 1 i 2 lutego 2019 zawody w Erzurum zostały odwołane z przyczyn finansowych. Podjęto decyzję o zorganizowaniu w zamian za nie dodatkowych konkursów w Sapporo (18 stycznia) i Iron Mountain (8 lutego). Ten ostatni ze względu na silny wiatr przeniesiono z kolei na 9 lutego.

## Kalendarz zawodów
| Lp.                                                                          | Data                                                                         | Miejscowość                                                                  | HS                                                                           | Uwagi                                                                        | 1. miejsce           | 2. miejsce              | 3. miejsce                  |
| ---------------------------------------------------------------------------- | ---------------------------------------------------------------------------- | ---------------------------------------------------------------------------- | ---------------------------------------------------------------------------- | ---------------------------------------------------------------------------- | -------------------- | ----------------------- | --------------------------- |
| 1.                                                                           | 8 grudnia 2018                                                               | Lillehammer                                                                  | HS-140                                                                       | –                                                                            | Marius Lindvik       | Felix Hoffmann          | Robin Pedersen              |
| 2.                                                                           | 9 grudnia 2018                                                               | Lillehammer                                                                  | HS-140                                                                       | –                                                                            | Marius Lindvik       | Constantin Schmid       | Markus Schiffner            |
| 3.                                                                           | 15 grudnia 2018                                                              | Ruka                                                                         | HS-142                                                                       | [ a ]                                                                        | Robin Pedersen       | Aleksander Zniszczoł    | Robert Kranjec              |
| 4.                                                                           | 16 grudnia 2018                                                              | Ruka                                                                         | HS-142                                                                       | [ a ]                                                                        | Robin Pedersen       | Felix Hoffmann          | Martin Hamann               |
| 5.                                                                           | 27 grudnia 2018                                                              | Engelberg                                                                    | HS-140                                                                       | –                                                                            | Markus Schiffner     | Rok Justin              | Nejc Dežman                 |
| 6.                                                                           | 28 grudnia 2018                                                              | Engelberg                                                                    | HS-140                                                                       | –                                                                            | Philipp Aschenwald   | Anže Lanišek            | Markus Schiffner            |
| 7.                                                                           | 6 stycznia 2019                                                              | Klingenthal                                                                  | HS-140                                                                       | [ b ]                                                                        | Tilen Bartol         | Andreas Granerud Buskum | Marius Lindvik Pius Paschke |
| 8.                                                                           | 6 stycznia 2019                                                              | Klingenthal                                                                  | HS-140                                                                       | [ a ]                                                                        | Moritz Baer          | Žak Mogel               | Marius Lindvik              |
| 9.                                                                           | 12 stycznia 2019                                                             | Bischofshofen                                                                | HS-140                                                                       | –                                                                            | Clemens Aigner       | Žiga Jelar              | Felix Hoffmann              |
| 10.                                                                          | 12 stycznia 2019                                                             | Bischofshofen                                                                | HS-140                                                                       | [ c ]                                                                        | Žiga Jelar           | Clemens Aigner          | Severin Freund              |
| 11.                                                                          | 18 stycznia 2019                                                             | Sapporo                                                                      | HS-137                                                                       | [ d ]                                                                        | Clemens Aigner       | Andreas Wank            | Nejc Dežman                 |
| 12.                                                                          | 19 stycznia 2019                                                             | Sapporo                                                                      | HS-137                                                                       | –                                                                            | Clemens Aigner       | Tomáš Vančura           | Martin Hamann               |
| 13.                                                                          | 20 stycznia 2019                                                             | Sapporo                                                                      | HS-137                                                                       | –                                                                            | Clemens Aigner       | Robin Pedersen          | Martin Hamann               |
| 14.                                                                          | 26 stycznia 2019                                                             | Planica                                                                      | HS-139                                                                       | –                                                                            | Bor Pavlovčič        | Andreas Granerud Buskum | Jurij Tepeš                 |
| 15.                                                                          | 27 stycznia 2019                                                             | Planica                                                                      | HS-139                                                                       | –                                                                            | Martin Hamann        | Bor Pavlovčič           | Andreas Granerud Buskum     |
| —                                                                            | 1 lutego 2019                                                                | Erzurum                                                                      | HS-140                                                                       | [ e ]                                                                        | odwołany             | odwołany                | odwołany                    |
| —                                                                            | 2 lutego 2019                                                                | Erzurum                                                                      | HS-140                                                                       | [ e ]                                                                        | odwołany             | odwołany                | odwołany                    |
| 16.                                                                          | 9 lutego 2019                                                                | Iron Mountain                                                                | HS-133                                                                       | [ d ]                                                                        | Pius Paschke         | Robin Pedersen          | Thomas Aasen Markeng        |
| 17.                                                                          | 9 lutego 2019                                                                | Iron Mountain                                                                | HS-133                                                                       | –                                                                            | Thomas Aasen Markeng | Stefan Huber            | Markus Schiffner            |
| 18.                                                                          | 10 lutego 2019                                                               | Iron Mountain                                                                | HS-133                                                                       | –                                                                            | Marius Lindvik       | Markus Schiffner        | Žak Mogel                   |
| 19.                                                                          | 15 lutego 2019                                                               | Oberstdorf                                                                   | HS-137                                                                       | –                                                                            | Clemens Aigner       | Felix Hoffmann          | Pius Paschke                |
| 20.                                                                          | 16 lutego 2019                                                               | Oberstdorf                                                                   | HS-137                                                                       | –                                                                            | Clemens Aigner       | Tilen Bartol            | Pius Paschke                |
| 21.                                                                          | 23 lutego 2019                                                               | Brotterode                                                                   | HS-117                                                                       | –                                                                            | Clemens Aigner       | Paweł Wąsek             | Ulrich Wohlgenannt          |
| 22.                                                                          | 24 lutego 2019                                                               | Brotterode                                                                   | HS-117                                                                       | –                                                                            | Marius Lindvik       | Clemens Aigner          | Žak Mogel                   |
| 23.                                                                          | 2 marca 2019                                                                 | Rena                                                                         | HS-139                                                                       | –                                                                            | Marius Lindvik       | Robin Pedersen          | Clemens Aigner              |
| 24.                                                                          | 3 marca 2019                                                                 | Rena                                                                         | HS-139                                                                       | –                                                                            | Marius Lindvik       | Fredrik Villumstad      | Martin Hamann               |
| 25.                                                                          | 16 marca 2019                                                                | Zakopane                                                                     | HS-140                                                                       | –                                                                            | Stefan Huber         | Bor Pavlovčič           | Felix Hoffmann              |
| 26.                                                                          | 17 marca 2019                                                                | Zakopane                                                                     | HS-140                                                                       | –                                                                            | Aleksander Zniszczoł | Jaka Hvala              | Žak Mogel                   |
| 27.                                                                          | 23 marca 2019                                                                | Czajkowskij                                                                  | HS-102                                                                       | –                                                                            | Aleksander Zniszczoł | Andrzej Stękała         | Andreas Granerud Buskum     |
| 28.                                                                          | 24 marca 2019                                                                | Czajkowskij                                                                  | HS-140                                                                       | –                                                                            | Aleksander Zniszczoł | Andrzej Stękała         | Fredrik Villumstad          |
| Puchar Kontynentalny w skokach narciarskich 2018/2019 – klasyfikacja końcowa | Puchar Kontynentalny w skokach narciarskich 2018/2019 – klasyfikacja końcowa | Puchar Kontynentalny w skokach narciarskich 2018/2019 – klasyfikacja końcowa | Puchar Kontynentalny w skokach narciarskich 2018/2019 – klasyfikacja końcowa | Puchar Kontynentalny w skokach narciarskich 2018/2019 – klasyfikacja końcowa | Clemens Aigner       | Aleksander Zniszczoł    | Marius Lindvik              |

## Statystyki indywidualne
| Austria |     |     |     |     |     |     |     |     |    |     |     |    |    |    |    |     |     |    |     |    |     |     |    |    |     |     |     |     |
| Clemens Aigner | –   | –   | –   | –   | 14  | 16  | –   | –   | 1  | 2   | 1   | 1  | 1  | –  | –  | –   | –   | –  | 1   | 1  | 1   | 2   | 3  | 11 | –   | –   | –   | –   |
| Florian Altenburger | 40  | 33  | 12  | 37  | –   | –   | 15  | 22  | 28 | 26  | 30  | 33 | 36 | –  | –  | –   | –   | –  | –   | –  | –   | –   | –  | –  | –   | –   | –   | –   |
| Philipp Aschenwald | –   | –   | –   | –   | 32  | 1   | –   | –   | –  | –   | –   | –  | –  | –  | –  | –   | –   | –  | –   | –  | –   | –   | –  | –  | –   | –   | –   | –   |
| Manuel Fettner | –   | –   | –   | –   | 18  | 7   | –   | –   | –  | –   | –   | –  | –  | –  | –  | –   | –   | –  | –   | –  | –   | –   | –  | –  | –   | –   | –   | –   |
| David Haagen | 57  | dsq | 29  | 27  | –   | –   | –   | –   | –  | –   | –   | –  | –  | –  | –  | –   | –   | –  | –   | –  | –   | –   | –  | –  | 42  | 15  | 26  | 22  |
| Thomas Hofer | 5   | 9   | 49  | dns | 12  | 20  | –   | –   | 16 | 16  | 5   | 26 | 15 | 15 | 11 | 10  | 14  | 11 | 29  | 21 | 14  | 27  | 21 | 21 | 12  | 12  | 29  | 15  |
| Jan Hörl | 51  | 26  | 49  | 13  | –   | –   | –   | –   | –  | –   | –   | –  | –  | –  | –  | –   | –   | –  | –   | –  | –   | –   | –  | –  | –   | –   | –   | –   |
| Stefan Huber | –   | –   | –   | –   | –   | –   | –   | –   | –  | –   | –   | –  | –  | 35 | 4  | 23  | 2   | 18 | 13  | 16 | 25  | 20  | 7  | 26 | 1   | 18  | –   | –   |
| Andreas Kofler | 19  | 20  | 20  | 18  | –   | –   | –   | –   | 33 | dsq | –   | –  | –  | –  | –  | –   | –   | –  | –   | –  | –   | –   | –  | –  | –   | –   | –   | –   |
| Thomas Lackner | –   | –   | –   | –   | –   | –   | 44  | 43  | 36 | 42  | –   | –  | –  | –  | –  | –   | –   | –  | –   | –  | –   | –   | –  | –  | –   | –   | –   | –   |
| Clemens Leitner | –   | –   | –   | –   | –   | –   | –   | –   | 5  | 10  | 15  | 18 | 7  | –  | –  | 31  | 34  | 41 | 32  | 15 | 38  | 22  | 31 | 32 | –   | –   | –   | –   |
| Maximilian Lienher | –   | –   | –   | –   | –   | –   | 25  | 19  | –  | –   | –   | –  | –  | –  | –  | 5   | 23  | 10 | 35  | 28 | 39  | 45  | –  | –  | –   | –   | –   | –   |
| Manuel Poppinger | –   | –   | 36  | 40  | –   | –   | –   | –   | 54 | 34  | –   | –  | –  | 37 | 34 | –   | –   | –  | –   | –  | –   | –   | –  | –  | –   | –   | –   | –   |
| Stefan Rainer | –   | –   | –   | –   | dsq | 31  | 53  | 35  | –  | –   | –   | –  | –  | –  | –  | –   | –   | –  | –   | –  | –   | –   | 36 | 37 | 37  | 43  | 32  | 36  |
| Markus Schiffner | 12  | 3   | –   | –   | 1   | 3   | –   | –   | –  | –   | –   | –  | –  | –  | –  | 17  | 3   | 2  | 14  | 10 | 6   | 7   | 6  | 15 | 17  | 50  | –   | –   |
| Gregor Schlierenzauer | –   | –   | –   | –   | –   | –   | –   | –   | 9  | 4   | –   | –  | –  | –  | –  | –   | –   | –  | –   | –  | –   | –   | –  | –  | –   | –   | –   | –   |
| Mika Schwann | –   | –   | –   | –   | –   | –   | –   | –   | 31 | 20  | –   | –  | –  | 31 | 26 | 18  | 27  | 20 | –   | –  | –   | –   | –  | –  | –   | –   | –   | –   |
| Maximilian Steiner | –   | –   | –   | –   | –   | –   | 29  | 14  | 26 | 11  | 23  | 16 | 29 | 30 | 29 | –   | –   | –  | –   | –  | –   | –   | –  | –  | 7   | 11  | 13  | 6   |
| Elias Tollinger | –   | –   | –   | –   | –   | –   | –   | –   | 38 | 30  | –   | –  | –  | –  | –  | –   | –   | –  | –   | –  | –   | –   | –  | –  | –   | –   | –   | –   |
| Julian Wienerroither | –   | –   | –   | –   | –   | –   | 30  | 28  | –  | –   | –   | –  | –  | –  | –  | –   | –   | –  | –   | –  | –   | –   | –  | –  | –   | –   | –   | –   |
| Ulrich Wohlgenannt | 11  | dsq | 15  | 4   | 15  | 14  | 40  | 32  | 8  | 17  | 25  | 9  | 20 | 6  | 23 | 19  | 33  | 16 | 21  | 7  | 3   | 17  | 10 | 22 | 8   | 5   | 5   | 4   |
| Bułgaria |     |     |     |     |     |     |     |     |    |     |     |    |    |    |    |     |     |    |     |    |     |     |    |    |     |     |     |     |
| Krasimir Simitczijski | –   | –   | –   | –   | –   | –   | –   | –   | –  | –   | –   | –  | –  | –  | –  | –   | –   | –  | –   | –  | –   | –   | –  | –  | –   | –   | dsq | dsq |
| Chiny |     |     |     |     |     |     |     |     |    |     |     |    |    |    |    |     |     |    |     |    |     |     |    |    |     |     |     |     |
| Li Chao | –   | –   | –   | –   | –   | –   | –   | –   | –  | –   | –   | –  | –  | 50 | 50 | 47  | 50  | 46 | –   | –  | –   | –   | –  | –  | –   | –   | –   | –   |
| Yang Guang | –   | –   | –   | –   | –   | –   | –   | –   | –  | –   | –   | –  | –  | 52 | 51 | 43  | 48  | 44 | –   | –  | –   | –   | –  | –  | –   | –   | –   | –   |
| Czechy |     |     |     |     |     |     |     |     |    |     |     |    |    |    |    |     |     |    |     |    |     |     |    |    |     |     |     |     |
| Dušan Doležel | –   | –   | –   | –   | –   | –   | –   | –   | –  | –   | –   | –  | –  | –  | –  | –   | –   | –  | 51  | 48 | –   | –   | –  | –  | –   | –   | –   | –   |
| Lukáš Hlava | –   | –   | –   | –   | –   | –   | –   | –   | 39 | 31  | dns | 35 | 26 | 12 | 14 | –   | –   | –  | –   | –  | 43  | 31  | 15 | 44 | 5   | 19  | –   | –   |
| František Holík | –   | –   | –   | –   | –   | –   | –   | –   | –  | –   | –   | –  | –  | –  | –  | –   | –   | –  | –   | –  | 47  | 46  | –  | –  | –   | –   | –   | –   |
| Čestmír Kožíšek | 25  | 38  | –   | –   | 10  | 11  | –   | –   | –  | –   | –   | –  | –  | –  | –  | –   | –   | –  | 17  | 19 | –   | –   | –  | –  | –   | –   | –   | –   |
| Viktor Polášek | –   | –   | –   | –   | –   | –   | –   | –   | –  | –   | –   | –  | –  | –  | –  | –   | –   | –  | –   | –  | –   | –   | –  | –  | –   | –   | 6   | 8   |
| Filip Sakala | 29  | 25  | 27  | 19  | 23  | dsq | 13  | 5   | 40 | 29  | –   | –  | –  | 22 | 24 | 38  | 13  | 21 | –   | –  | 19  | 33  | –  | –  | 10  | 20  | –   | –   |
| Vojtěch Štursa | 41  | 32  | 46  | 48  | –   | –   | 49  | 36  | –  | –   | –   | –  | –  | –  | –  | 20  | 39  | 29 | 30  | 22 | 31  | 34  | 41 | 41 | 31  | 24  | 38  | 23  |
| Tomáš Vančura | –   | –   | –   | –   | 43  | 23  | 35  | 27  | 30 | 46  | dns | 2  | 22 | 8  | 12 | 40  | 25  | 36 | 23  | 32 | –   | –   | 43 | 45 | –   | –   | –   | –   |
| Estonia |     |     |     |     |     |     |     |     |    |     |     |    |    |    |    |     |     |    |     |    |     |     |    |    |     |     |     |     |
| Artti Aigro | 28  | 57  | 5   | 7   | 36  | 42  | 38  | 7   | 37 | 9   | –   | –  | –  | –  | –  | –   | –   | –  | –   | –  | –   | –   | –  | –  | –   | –   | –   | –   |
| Markkus Alter | –   | –   | –   | –   | –   | –   | –   | –   | –  | –   | –   | –  | –  | –  | –  | –   | –   | –  | –   | –  | –   | –   | –  | –  | 54  | 61  | –   | –   |
| Kevin Maltsev | 61  | 54  | 46  | 47  | –   | –   | 32  | 41  | 42 | 35  | –   | –  | –  | –  | –  | –   | –   | –  | –   | –  | –   | –   | –  | –  | 28  | 13  | –   | –   |
| Martti Nõmme | 55  | 51  | –   | –   | –   | –   | 31  | 40  | 45 | 48  | –   | –  | –  | –  | –  | –   | –   | –  | –   | –  | –   | –   | –  | –  | –   | –   | –   | –   |
| Taavi Pappel | –   | –   | dsq | 49  | –   | –   | –   | –   | –  | –   | –   | –  | –  | –  | –  | –   | –   | –  | –   | –  | –   | –   | –  | –  | 48  | 60  | –   | –   |
| Finlandia |     |     |     |     |     |     |     |     |    |     |     |    |    |    |    |     |     |    |     |    |     |     |    |    |     |     |     |     |
| Mico Ahonen | –   | –   | 45  | –   | –   | –   | –   | –   | –  | –   | –   | –  | –  | –  | –  | –   | –   | –  | –   | –  | –   | –   | –  | –  | –   | –   | –   | –   |
| Andreas Alamommo | –   | –   | 48  | 42  | 18  | 4   | –   | –   | –  | –   | –   | –  | –  | –  | –  | –   | –   | –  | –   | –  | –   | –   | –  | –  | –   | –   | –   | –   |
| Kalle Heikkinen | 53  | dsq | 39  | 44  | –   | –   | 57  | 46  | –  | –   | –   | –  | –  | –  | –  | –   | –   | –  | –   | –  | 35  | 41  | –  | –  | –   | –   | –   | –   |
| Henri Kavilo | –   | –   | 37  | 46  | –   | –   | –   | –   | –  | –   | –   | –  | –  | –  | –  | –   | –   | –  | –   | –  | 48  | dsq | 40 | 40 | –   | –   | –   | –   |
| Janne Korhonen | –   | –   | –   | –   | –   | –   | –   | –   | –  | –   | –   | –  | –  | –  | –  | –   | –   | –  | –   | –  | –   | –   | –  | –  | dsq | 54  | –   | –   |
| Niko Kytösaho | –   | –   | 40  | 43  | –   | –   | –   | –   | –  | –   | –   | –  | –  | –  | –  | –   | –   | –  | –   | –  | –   | –   | 38 | 36 | –   | –   | –   | –   |
| Eetu Meriläinen | –   | –   | –   | –   | –   | –   | –   | –   | –  | –   | dsq | 40 | 39 | –  | –  | –   | –   | –  | –   | –  | –   | –   | –  | –  | –   | –   | –   | –   |
| Eetu Nousiainen | 17  | 8   | 24  | 12  | –   | –   | –   | –   | –  | –   | –   | –  | –  | –  | –  | –   | –   | –  | –   | –  | –   | –   | –  | –  | –   | –   | –   | –   |
| Juho Ojala | –   | –   | 35  | 35  | –   | –   | –   | –   | –  | –   | –   | –  | –  | –  | –  | –   | –   | –  | –   | –  | –   | –   | 37 | 34 | 39  | 30  | –   | –   |
| Arttu Pohjola | –   | –   | 21  | 45  | dsq | 48  | 56  | 56  | –  | –   | –   | –  | –  | –  | –  | –   | –   | –  | –   | –  | –   | –   | –  | –  | –   | –   | –   | –   |
| Frans Tähkävuori | –   | –   | –   | –   | –   | –   | –   | –   | 49 | dsq | –   | –  | –  | 51 | 42 | –   | –   | –  | –   | –  | –   | –   | –  | –  | –   | –   | 36  | 39  |
| Jonne Veteläinen | –   | –   | –   | dsq | –   | –   | –   | –   | –  | –   | –   | –  | –  | –  | –  | –   | –   | –  | –   | –  | 49  | 42  | –  | –  | –   | –   | –   | –   |
| Elias Vänskä | 66  | 56  | 32  | 49  | –   | –   | –   | –   | 55 | 54  | –   | –  | –  | 47 | 49 | –   | –   | –  | –   | –  | –   | –   | –  | –  | 56  | 45  | –   | –   |
| Francja |     |     |     |     |     |     |     |     |    |     |     |    |    |    |    |     |     |    |     |    |     |     |    |    |     |     |     |     |
| Alessandro Batby | dsq | 52  | –   | –   | –   | –   | 46  | 47  | 43 | 41  | –   | –  | –  | –  | –  | –   | –   | –  | –   | –  | –   | –   | –  | –  | –   | –   | –   | –   |
| Paul Brasme | 58  | 43  | –   | –   | 50  | 53  | 52  | 55  | –  | –   | –   | –  | –  | 48 | 40 | 33  | 47  | 42 | 47  | 51 | –   | –   | –  | –  | –   | –   | –   | –   |
| Mathis Contamine | –   | –   | –   | –   | –   | –   | –   | –   | –  | –   | –   | –  | –  | –  | –  | 35  | 42  | 47 | –   | –  | –   | –   | 35 | 33 | 40  | 48  | –   | –   |
| Jonathan Learoyd | 38  | 24  | –   | –   | 36  | 24  | 12  | 31  | 7  | 4   | –   | –  | –  | –  | –  | 26  | 35  | 13 | 33  | 26 | –   | –   | –  | –  | –   | –   | –   | –   |
| Thomas Roch Dupland | –   | –   | –   | –   | 53  | 57  | –   | –   | –  | –   | –   | –  | –  | 49 | 54 | –   | –   | –  | –   | –  | –   | –   | –  | –  | –   | –   | –   | –   |
| Japonia |     |     |     |     |     |     |     |     |    |     |     |    |    |    |    |     |     |    |     |    |     |     |    |    |     |     |     |     |
| Yūmu Harada | –   | –   | –   | –   | –   | –   | –   | –   | –  | –   | –   | 23 | 9  | –  | –  | –   | –   | –  | –   | –  | –   | –   | –  | –  | –   | –   | –   | –   |
| Kenshirō Itō | 30  | 28  | 43  | 21  | 4   | 17  | 34  | 20  | 18 | 37  | 18  | 19 | 14 | –  | –  | –   | –   | –  | –   | –  | –   | –   | –  | –  | –   | –   | –   | –   |
| Masamitsu Itō | –   | –   | –   | –   | –   | –   | –   | –   | –  | –   | –   | –  | 34 | –  | –  | –   | –   | –  | –   | –  | –   | –   | –  | –  | –   | –   | –   | –   |
| Yūken Iwasa | 32  | 21  | 7   | 39  | 13  | 10  | 23  | dsq | 44 | 45  | 24  | 7  | –  | –  | –  | –   | –   | –  | 25  | 47 | –   | –   | –  | –  | –   | –   | –   | –   |
| Minato Mabuchi | –   | –   | –   | –   | –   | –   | –   | –   | –  | –   | –   | –  | –  | –  | –  | 39  | 30  | 40 | –   | –  | –   | –   | –  | –  | –   | –   | –   | –   |
| Tomofumi Naitō | –   | –   | –   | –   | –   | –   | –   | –   | –  | –   | –   | 22 | 21 | –  | –  | –   | –   | –  | –   | –  | –   | –   | –  | –  | –   | –   | –   | –   |
| Kento Sakuyama | –   | –   | –   | –   | –   | –   | –   | –   | –  | –   | –   | 14 | 27 | –  | –  | –   | –   | –  | –   | –  | –   | –   | –  | –  | –   | –   | –   | –   |
| Keiichi Satō | –   | –   | –   | –   | –   | –   | –   | –   | –  | –   | –   | 15 | 6  | –  | –  | –   | –   | –  | 6   | 13 | 5   | 5   | –  | –  | –   | –   | –   | –   |
| Reruhi Shimizu | –   | –   | –   | –   | –   | –   | –   | –   | –  | –   | –   | 32 | 31 | –  | –  | –   | –   | –  | –   | –  | –   | –   | –  | –  | –   | –   | –   | –   |
| Taku Takeuchi | 49  | 29  | 34  | 31  | –   | –   | –   | –   | –  | –   | 9   | 4  | 23 | –  | –  | –   | –   | –  | 7   | 18 | 37  | 25  | –  | –  | –   | –   | –   | –   |
| Shōhei Tochimoto | 36  | 19  | 28  | 8   | 16  | 4   | 5   | 8   | –  | –   | –   | –  | –  | –  | –  | –   | –   | –  | –   | –  | –   | –   | –  | –  | –   | –   | –   | –   |
| Hiroaki Watanabe | –   | –   | –   | –   | –   | –   | –   | –   | –  | –   | –   | 28 | 19 | –  | –  | –   | –   | –  | –   | –  | –   | –   | –  | –  | –   | –   | –   | –   |
| Kanada |     |     |     |     |     |     |     |     |    |     |     |    |    |    |    |     |     |    |     |    |     |     |    |    |     |     |     |     |
| Mackenzie Boyd-Clowes | 21  | 6   | –   | –   | –   | –   | –   | –   | –  | –   | –   | –  | –  | 13 | 9  | –   | –   | –  | –   | –  | –   | –   | –  | –  | –   | –   | –   | –   |
| Nigel Lauchlan | –   | –   | –   | –   | –   | –   | 60  | 57  | 57 | 55  | 32  | 41 | 42 | 54 | 53 | 51  | 52  | 48 | 55  | 55 | –   | –   | –  | –  | –   | –   | –   | –   |
| Matthew Soukup | –   | –   | –   | –   | –   | –   | 45  | 53  | 47 | 47  | 22  | 29 | 30 | –  | –  | –   | –   | –  | dns | –  | –   | –   | –  | –  | –   | –   | –   | –   |
| Korea Południowa |     |     |     |     |     |     |     |     |    |     |     |    |    |    |    |     |     |    |     |    |     |     |    |    |     |     |     |     |
| Cho Sung-woo | –   | –   | –   | –   | 54  | 55  | –   | –   | –  | –   | –   | –  | –  | –  | –  | –   | –   | –  | 54  | 54 | dsq | 49  | –  | –  | –   | –   | –   | –   |
| Choi Heung-chul | 47  | dsq | –   | –   | –   | –   | –   | –   | 52 | 49  | 27  | 36 | 37 | –  | –  | –   | –   | –  | 41  | 38 | 33  | 30  | –  | –  | –   | –   | –   | –   |
| Choi Seou | 46  | 47  | –   | –   | –   | –   | –   | –   | 50 | 50  | 31  | 39 | 38 | –  | –  | –   | –   | –  | 53  | 50 | 44  | 37  | –  | –  | –   | –   | –   | –   |
| Niemcy |     |     |     |     |     |     |     |     |    |     |     |    |    |    |    |     |     |    |     |    |     |     |    |    |     |     |     |     |
| Moritz Baer | 8   | 10  | 33  | 28  | –   | –   | 9   | 1   | 12 | 23  | 12  | 11 | 13 | –  | –  | 7   | 20  | 4  | 5   | 8  | 28  | 10  | 11 | 7  | 24  | 10  | 14  | 11  |
| Severin Freund | –   | –   | –   | –   | –   | –   | 7   | 16  | 11 | 3   | 13  | 20 | 5  | –  | –  | –   | –   | –  | –   | –  | –   | –   | –  | –  | –   | –   | –   | –   |
| Max Goller | –   | –   | –   | –   | 51  | 52  | –   | –   | –  | –   | –   | –  | –  | –  | –  | –   | –   | –  | –   | –  | –   | –   | –  | –  | –   | –   | –   | –   |
| Martin Hamann | –   | –   | 18  | 3   | –   | –   | 11  | 17  | 21 | 8   | 6   | 3  | 3  | 4  | 1  | –   | –   | –  | –   | –  | 4   | 11  | 25 | 3  | 26  | 4   | –   | –   |
| Felix Hoffmann | 2   | 14  | 22  | 2   | –   | –   | 19  | 15  | 3  | 13  | 19  | 12 | 10 | –  | –  | 14  | 32  | 6  | 2   | 12 | 16  | 32  | 14 | 5  | 3   | 21  | 4   | dsq |
| Justin Lisso | 7   | dsq | 8   | 34  | –   | –   | 37  | 37  | –  | –   | –   | –  | –  | –  | –  | 24  | 12  | 13 | 11  | 24 | 19  | 48  | 32 | 39 | 18  | 33  | 8   | 10  |
| Kilian Märkl | –   | –   | –   | –   | –   | –   | 8   | 4   | –  | –   | –   | –  | –  | –  | –  | –   | –   | –  | –   | –  | –   | –   | –  | –  | –   | –   | dsq | dsq |
| Justin Nietzel | –   | –   | –   | –   | –   | –   | 58  | dsq | –  | –   | –   | –  | –  | –  | –  | –   | –   | –  | –   | –  | –   | –   | –  | –  | –   | –   | –   | –   |
| Pius Paschke | 14  | 12  | 17  | 20  | –   | –   | 3   | 9   | 4  | 6   | 16  | 10 | 8  | 17 | 8  | 1   | 11  | 12 | 3   | 3  | 7   | 4   | 9  | 35 | –   | –   | –   | –   |
| Philipp Raimund | –   | –   | –   | –   | 39  | 15  | 26  | 11  | –  | –   | –   | –  | –  | –  | –  | 37  | 29  | 26 | 26  | 25 | 34  | 28  | –  | –  | dsq | 16  | –   | –   |
| Luca Roth | –   | –   | –   | –   | 31  | 13  | 10  | 6   | –  | –   | –   | –  | –  | –  | –  | 42  | 40  | 34 | 24  | 31 | –   | –   | –  | –  | 14  | 34  | 15  | 16  |
| Constantin Schmid | 4   | 2   | 26  | 38  | –   | –   | –   | –   | –  | –   | –   | –  | –  | –  | –  | –   | –   | –  | –   | –  | –   | –   | –  | –  | –   | –   | –   | –   |
| Johannes Schubert | 50  | 58  | –   | –   | –   | –   | 39  | 45  | –  | –   | –   | –  | –  | –  | –  | –   | –   | –  | –   | –  | –   | –   | –  | –  | –   | –   | –   | –   |
| Fabian Seidl | –   | –   | –   | –   | 47  | 45  | –   | –   | –  | –   | –   | –  | –  | 43 | 38 | –   | –   | –  | –   | –  | –   | –   | –  | –  | –   | –   | –   | –   |
| Adrian Sell | –   | –   | –   | –   | dsq | 49  | –   | –   | –  | –   | –   | –  | –  | 32 | 25 | –   | –   | –  | –   | –  | –   | –   | –  | –  | –   | –   | 24  | 19  |
| Andreas Wank | 13  | 10  | 31  | 26  | 26  | 41  | 21  | 29  | 24 | 19  | 2   | 17 | 12 | 16 | 43 | –   | –   | –  | –   | –  | –   | –   | 20 | 16 | 6   | 17  | 11  | 9   |
| Cedrik Weigel | –   | –   | –   | –   | –   | –   | –   | –   | –  | –   | –   | –  | –  | 23 | 39 | –   | –   | –  | –   | –  | –   | –   | –  | –  | –   | –   | –   | –   |
| Norwegia |     |     |     |     |     |     |     |     |    |     |     |    |    |    |    |     |     |    |     |    |     |     |    |    |     |     |     |     |
| Joakim Aune | 34  | 42  | –   | –   | –   | –   | –   | –   | 14 | 33  | 17  | 13 | 18 | 14 | 18 | 9   | 7   | 30 | 12  | 30 | –   | –   | 23 | 17 | 20  | 7   | dsq | 13  |
| Fredrik Bjerkeengen | –   | –   | –   | –   | –   | –   | –   | –   | –  | –   | –   | –  | –  | –  | –  | 29  | 36  | 31 | –   | –  | –   | –   | –  | –  | –   | –   | –   | –   |
| Joacim Ødegård Bjøreng | 24  | 44  | 14  | 32  | 9   | 25  | 20  | 30  | 27 | 38  | 20  | 31 | 25 | 24 | 13 | –   | –   | –  | 40  | 39 | 40  | 35  | –  | –  | –   | –   | –   | –   |
| Andreas Varsi Breivik | –   | –   | –   | –   | –   | –   | –   | –   | –  | –   | –   | –  | –  | 38 | 36 | –   | –   | –  | –   | –  | –   | –   | –  | –  | –   | –   | –   | –   |
| Andreas Granerud Buskum | 23  | 55  | 16  | 29  | 29  | 12  | 2   | 10  | 20 | 22  | 8   | 25 | 17 | 2  | 3  | 13  | 9   | 32 | 28  | 46 | 15  | 6   | 26 | 23 | 36  | 51  | 3   | 5   |
| Anders Fannemel | –   | –   | –   | –   | –   | –   | –   | –   | –  | –   | –   | –  | –  | –  | –  | –   | –   | –  | –   | –  | –   | –   | 13 | 9  | –   | –   | –   | –   |
| Anders Håre | 26  | 53  | dsq | 33  | 33  | 19  | 50  | 52  | –  | –   | –   | –  | –  | –  | –  | –   | –   | –  | –   | –  | –   | –   | –  | –  | –   | –   | –   | –   |
| Joachim Hauer | 62  | 45  | –   | –   | –   | –   | –   | –   | –  | –   | –   | –  | –  | –  | –  | –   | –   | –  | –   | –  | –   | –   | –  | –  | –   | –   | –   | –   |
| Richard Haukedal | –   | –   | –   | –   | –   | –   | –   | –   | 46 | 43  | 28  | 30 | 35 | 36 | 31 | –   | –   | –  | –   | –  | –   | –   | –  | –  | 29  | 49  | –   | –   |
| Marius Lindvik | 1   | 1   | –   | –   | 8   | 18  | 3   | 3   | –  | –   | –   | –  | –  | –  | –  | 15  | 4   | 1  | –   | –  | 8   | 1   | 1  | 1  | –   | –   | –   | –   |
| Thomas Aasen Markeng | 27  | 27  | 10  | 11  | 24  | 22  | 27  | 21  | –  | –   | –   | –  | –  | –  | –  | 3   | 1   | 5  | –   | –  | –   | –   | –  | –  | –   | –   | –   | –   |
| Mats Bjerke Myhren | –   | –   | –   | –   | –   | –   | –   | –   | –  | –   | –   | –  | –  | –  | –  | –   | –   | –  | –   | –  | –   | –   | –  | –  | dsq | 41  | –   | –   |
| Robin Pedersen | 3   | 16  | 1   | 1   | –   | –   | –   | –   | –  | –   | 4   | 8  | 2  | –  | –  | 2   | 19  | 24 | 10  | 6  | 27  | 14  | 2  | 4  | –   | –   | –   | –   |
| Sondre Ringen | 9   | 37  | 19  | 14  | 17  | 34  | 43  | 39  | –  | –   | –   | –  | –  | –  | –  | –   | –   | –  | 39  | 33 | 24  | 28  | –  | –  | –   | –   | –   | –   |
| Sigurd Nymoen Søberg | 31  | 39  | –   | –   | –   | –   | –   | –   | 58 | 52  | –   | –  | –  | –  | –  | –   | –   | –  | –   | –  | –   | –   | –  | –  | –   | –   | –   | –   |
| Christian Røste Solberg | 51  | 64  | –   | –   | –   | –   | –   | –   | –  | –   | –   | –  | –  | 34 | 30 | –   | –   | –  | –   | –  | –   | –   | –  | –  | –   | –   | –   | –   |
| Fredrik Villumstad | –   | –   | –   | –   | –   | –   | –   | –   | –  | –   | –   | –  | –  | –  | –  | –   | –   | –  | 37  | 34 | 13  | 9   | 5  | 2  | 12  | 23  | dsq | 3   |
| Oscar P. Westerheim | 45  | 49  | –   | –   | –   | –   | –   | –   | 48 | 32  | 21  | 27 | 33 | –  | –  | –   | –   | –  | –   | –  | –   | –   | –  | –  | 32  | 39  | 18  | 21  |
| Polska |     |     |     |     |     |     |     |     |    |     |     |    |    |    |    |     |     |    |     |    |     |     |    |    |     |     |     |     |
| Bartosz Czyż | –   | –   | –   | –   | –   | –   | –   | –   | –  | –   | –   | –  | –  | 53 | 52 | –   | –   | –  | –   | –  | –   | –   | –  | –  | –   | –   | –   | –   |
| Mateusz Gruszka | –   | –   | –   | –   | –   | –   | –   | –   | –  | –   | –   | –  | –  | –  | –  | –   | –   | –  | –   | –  | –   | –   | –  | –  | 33  | 53  | –   | –   |
| Kacper Juroszek | –   | –   | –   | –   | –   | –   | –   | –   | –  | –   | –   | –  | –  | –  | –  | –   | –   | –  | –   | –  | –   | –   | –  | –  | 27  | 27  | –   | –   |
| Przemysław Kantyka | –   | –   | –   | –   | 38  | 32  | 28  | 33  | 33 | 44  | –   | –  | –  | 25 | 27 | 36  | 16  | 27 | 31  | 11 | 30  | 39  | 33 | 29 | 23  | 36  | 16  | 17  |
| Maciej Kot | –   | –   | –   | –   | –   | –   | –   | –   | –  | –   | –   | –  | –  | –  | –  | –   | –   | –  | –   | –  | 23  | 16  | 39 | 9  | 4   | 6   | –   | –   |
| Klemens Murańka | 16  | 40  | 30  | 10  | 22  | 27  | 18  | 50  | 32 | 28  | –   | –  | –  | 32 | 35 | 22  | 28  | 37 | 42  | 42 | –   | –   | –  | –  | 34  | 22  | 17  | 12  |
| Adam Niżnik | –   | –   | –   | –   | –   | –   | –   | –   | –  | –   | –   | –  | –  | –  | –  | –   | –   | –  | –   | –  | –   | –   | –  | –  | 44  | 37  | –   | –   |
| Tomasz Pilch | 59  | 31  | 44  | 41  | 27  | 40  | 48  | 54  | –  | –   | –   | –  | –  | –  | –  | –   | –   | –  | –   | –  | –   | –   | –  | –  | 15  | 32  | –   | –   |
| Damian Skupień | –   | –   | –   | –   | –   | –   | –   | –   | –  | –   | –   | –  | –  | –  | –  | –   | –   | –  | –   | –  | –   | –   | –  | –  | 35  | 40  | –   | –   |
| Andrzej Stękała | 36  | 36  | 4   | 25  | 34  | 29  | 42  | 44  | 25 | 27  | –   | –  | –  | 21 | 19 | 8   | 37  | 19 | 9   | 9  | 22  | 24  | 24 | 27 | 16  | 31  | 2   | 2   |
| Kacper Stosel | –   | –   | –   | –   | –   | –   | –   | –   | –  | –   | –   | –  | –  | –  | –  | –   | –   | –  | –   | –  | –   | –   | –  | –  | dsq | 58  | –   | –   |
| Paweł Wąsek | 22  | 22  | 11  | 6   | 21  | 35  | 51  | 13  | 15 | 14  | –   | –  | –  | –  | –  | –   | –   | –  | 8   | 14 | 2   | 15  | 27 | 19 | –   | –   | 7   | 30  |
| Aleksander Zniszczoł | 6   | 4   | 2   | 9   | –   | –   | –   | –   | 6  | 21  | –   | –  | –  | 5  | 6  | 11  | 5   | 8  | 19  | 5  | 9   | 13  | 8  | 12 | dsq | 1   | 1   | 1   |
| Rosja |     |     |     |     |     |     |     |     |    |     |     |    |    |    |    |     |     |    |     |    |     |     |    |    |     |     |     |     |
| Aleksandr Bażenow | –   | –   | –   | –   | –   | –   | dns | dns | –  | –   | –   | –  | –  | –  | –  | –   | –   | –  | –   | –  | –   | –   | –  | –  | –   | –   | 22  | 24  |
| Władisław Bojarincew | –   | –   | –   | –   | –   | –   | –   | –   | –  | –   | –   | –  | –  | –  | –  | –   | –   | –  | –   | –  | –   | –   | –  | –  | –   | –   | 41  | –   |
| Ilmir Chazietdinow | –   | –   | 42  | 30  | 45  | 39  | 55  | 34  | –  | –   | –   | –  | –  | –  | –  | –   | –   | –  | 43  | 44 | 29  | 26  | 30 | 31 | 41  | 44  | 12  | 14  |
| Aleksandr Łoginow | –   | –   | –   | –   | –   | –   | –   | –   | –  | –   | –   | –  | –  | –  | –  | –   | –   | –  | –   | –  | –   | –   | –  | –  | –   | –   | 35  | 31  |
| Michaił Maksimoczkin | 33  | 23  | 41  | 36  | –   | –   | 24  | 23  | –  | –   | –   | –  | –  | –  | –  | –   | –   | –  | 45  | 36 | 42  | 44  | 42 | 38 | 52  | 47  | 19  | 33  |
| Michaił Nazarow | 48  | 35  | 13  | 24  | –   | –   | –   | –   | –  | –   | –   | –  | –  | –  | –  | –   | –   | –  | 27  | 41 | 11  | 21  | 12 | 8  | –   | –   | –   | –   |
| Michaił Purtow | –   | –   | –   | –   | –   | –   | –   | –   | –  | –   | –   | –  | –  | –  | –  | –   | –   | –  | –   | –  | –   | –   | –  | –  | –   | –   | 20  | 20  |
| Danił Sadriejew | –   | –   | –   | –   | –   | –   | –   | –   | –  | –   | –   | –  | –  | –  | –  | –   | –   | –  | –   | –  | –   | –   | –  | –  | –   | –   | 21  | 25  |
| Maksim Siergiejew | dsq | 30  | –   | –   | 46  | dns | –   | –   | –  | –   | –   | –  | –  | –  | –  | –   | –   | –  | –   | –  | –   | –   | –  | –  | –   | –   | –   | –   |
| Wadim Szyszkin | –   | –   | –   | –   | –   | –   | –   | –   | –  | –   | –   | –  | –  | –  | –  | –   | –   | –  | –   | –  | –   | –   | –  | –  | –   | –   | –   | 40  |
| Roman Trofimow | –   | –   | –   | –   | –   | –   | –   | –   | –  | –   | –   | –  | –  | –  | –  | –   | –   | –  | –   | –  | –   | –   | –  | –  | 30  | 29  | 10  | 7   |
| Jegor Usaczow | –   | –   | –   | –   | –   | –   | –   | –   | –  | –   | –   | –  | –  | –  | –  | –   | –   | –  | –   | –  | –   | –   | –  | –  | –   | –   | 37  | 32  |
| Dmitrij Wasiljew | –   | –   | –   | –   | 48  | 46  | –   | –   | –  | –   | –   | –  | –  | –  | –  | –   | –   | –  | –   | –  | –   | –   | –  | –  | –   | –   | –   | –   |
| Rumunia |     |     |     |     |     |     |     |     |    |     |     |    |    |    |    |     |     |    |     |    |     |     |    |    |     |     |     |     |
| Daniel Cacina | –   | –   | –   | –   | –   | –   | –   | –   | –  | –   | –   | –  | –  | –  | –  | 44  | 41  | 38 | 46  | 49 | –   | –   | –  | –  | –   | –   | 33  | 38  |
| Hunor Farkas | –   | –   | –   | –   | –   | –   | –   | –   | –  | –   | –   | –  | –  | –  | –  | 52  | dsq | 50 | 49  | 53 | 46  | 43  | –  | –  | –   | –   | dsq | 42  |
| Andrei Feldorean | –   | –   | –   | –   | –   | –   | –   | –   | –  | –   | –   | –  | –  | –  | –  | –   | –   | –  | –   | –  | –   | –   | –  | –  | –   | –   | 42  | 44  |
| Słowenia |     |     |     |     |     |     |     |     |    |     |     |    |    |    |    |     |     |    |     |    |     |     |    |    |     |     |     |     |
| Tilen Bartol | –   | –   | –   | –   | –   | –   | 1   | 51  | –  | –   | –   | –  | –  | –  | –  | 6   | 8   | 15 | 4   | 2  | 19  | 12  | 34 | 13 | –   | –   | –   | –   |
| Nejc Dežman | 15  | 18  | 23  | 17  | 3   | 30  | –   | –   | 35 | 12  | 3   | 21 | 16 | 11 | 14 | 27  | 31  | 23 | 19  | 23 | –   | –   | 28 | 25 | –   | –   | –   | –   |
| Tjaš Grilc | –   | –   | –   | –   | –   | –   | –   | –   | –  | –   | –   | –  | –  | –  | 48 | –   | –   | –  | –   | –  | –   | –   | –  | –  | –   | –   | –   | –   |
| Jaka Hvala | 18  | 13  | 6   | 16  | 20  | 21  | 35  | 48  | –  | –   | –   | –  | –  | 10 | 16 | 34  | 6   | 9  | 15  | 19 | 12  | 23  | 17 | 30 | 19  | 2   | –   | –   |
| Žiga Jelar | 20  | 17  | –   | –   | –   | –   | 16  | 25  | 2  | 1   | 11  | 6  | 4  | –  | –  | –   | –   | –  | –   | –  | –   | –   | –  | –  | –   | –   | –   | –   |
| Rok Justin | 10  | 7   | 9   | 22  | 2   | 6   | 21  | 38  | 21 | 24  | 7   | 33 | 11 | 9  | 10 | 25  | 18  | 17 | 16  | 4  | 18  | 19  | 18 | 20 | 9   | 8   | –   | –   |
| Lovro Kos | –   | –   | –   | –   | –   | –   | –   | –   | –  | –   | –   | –  | –  | –  | 40 | –   | –   | –  | –   | –  | –   | –   | –  | –  | –   | –   | 30  | 40  |
| Robert Kranjec | 41  | 15  | 3   | 15  | dsq | 38  | –   | –   | –  | –   | –   | –  | –  | 40 | –  | –   | –   | –  | –   | –  | –   | –   | –  | –  | –   | –   | –   | –   |
| Anže Lanišek | –   | –   | –   | –   | 5   | 2   | –   | –   | –  | –   | –   | –  | –  | –  | –  | –   | –   | –  | –   | –  | –   | –   | –  | –  | –   | –   | –   | –   |
| Žak Mogel | –   | –   | –   | –   | 39  | 8   | 47  | 2   | –  | –   | –   | –  | –  | –  | –  | 4   | 10  | 3  | 18  | 17 | 17  | 3   | 4  | 6  | 11  | 3   | 8   | 18  |
| Tomaž Naglič | –   | –   | –   | –   | –   | –   | 41  | 49  | –  | –   | –   | –  | –  | 29 | 45 | –   | –   | –  | –   | –  | –   | –   | 29 | 28 | 21  | 26  | –   | –   |
| Aljaž Osterc | –   | –   | –   | –   | –   | –   | –   | –   | –  | –   | –   | –  | –  | –  | –  | –   | –   | –  | –   | –  | 41  | 40  | –  | –  | –   | –   | 23  | 27  |
| Blaž Pavlič | –   | –   | –   | –   | –   | –   | –   | –   | –  | –   | –   | –  | –  | –  | –  | –   | –   | –  | –   | –  | –   | –   | –  | –  | 43  | 55  | –   | –   |
| Bor Pavlovčič | –   | –   | –   | –   | –   | –   | –   | –   | 10 | 7   | 10  | 24 | 28 | 1  | 2  | –   | –   | –  | –   | –  | –   | –   | –  | –  | 2   | 9   | –   | –   |
| Andraž Pograjc | –   | –   | –   | –   | –   | –   | –   | –   | 17 | 36  | 14  | 5  | 24 | 7  | 5  | 32  | 15  | 33 | 22  | 37 | 10  | 8   | 16 | 17 | 47  | 28  | –   | –   |
| Jernej Presečnik | –   | –   | –   | –   | –   | –   | –   | –   | –  | –   | –   | –  | –  | –  | –  | –   | –   | –  | –   | –  | –   | –   | –  | –  | –   | –   | 27  | 29  |
| Cene Prevc | –   | –   | –   | –   | –   | –   | –   | –   | –  | –   | –   | –  | –  | 19 | 17 | 21  | 21  | 28 | 36  | 29 | 26  | 18  | –  | –  | –   | –   | –   | –   |
| Ernest Prišlič | –   | –   | –   | –   | –   | –   | –   | –   | –  | –   | –   | –  | –  | 27 | 47 | –   | –   | –  | –   | –  | –   | –   | –  | –  | –   | –   | –   | –   |
| Matevž Samec | –   | –   | –   | –   | –   | –   | –   | –   | –  | –   | –   | –  | –  | 28 | 28 | –   | –   | –  | –   | –  | –   | –   | –  | –  | –   | –   | –   | –   |
| Anže Semenič | –   | –   | 25  | 5   | –   | –   | –   | –   | –  | –   | –   | –  | –  | –  | –  | –   | –   | –  | –   | –  | –   | –   | –  | –  | –   | –   | –   | –   |
| Jurij Tepeš | 44  | 62  | 38  | 23  | –   | –   | –   | –   | 19 | 18  | –   | –  | –  | 3  | 7  | –   | –   | –  | –   | –  | –   | –   | –  | –  | –   | –   | –   | –   |
| Matija Vidic | –   | –   | –   | –   | –   | –   | –   | –   | –  | –   | –   | –  | –  | –  | –  | –   | –   | –  | –   | –  | –   | –   | –  | –  | –   | –   | 40  | 34  |
| Lovro Vodušek | –   | –   | –   | –   | –   | –   | –   | –   | –  | –   | –   | –  | –  | 41 | –  | –   | –   | –  | –   | –  | –   | –   | –  | –  | –   | –   | –   | –   |
| Stany Zjednoczone |     |     |     |     |     |     |     |     |    |     |     |    |    |    |    |     |     |    |     |    |     |     |    |    |     |     |     |     |
| Kevin Bickner | 39  | 5   | –   | –   | –   | –   | –   | –   | –  | –   | –   | –  | –  | –  | –  | –   | –   | –  | –   | –  | –   | –   | –  | –  | –   | –   | –   | –   |
| Decker Dean | –   | –   | –   | –   | –   | –   | –   | –   | –  | –   | 33  | 42 | 41 | –  | –  | 50  | 49  | –  | –   | –  | –   | –   | 45 | 42 | 49  | 52  | 31  | 26  |
| Lucas Gasienica | –   | –   | –   | –   | –   | –   | –   | –   | –  | –   | –   | –  | –  | –  | –  | dsq | 53  | –  | –   | –  | –   | –   | –  | –  | –   | –   | –   | –   |
| Patrick Gasienica | –   | –   | –   | –   | –   | –   | 54  | dsq | 51 | 51  | –   | –  | –  | 46 | 43 | 49  | 43  | –  | –   | –  | –   | –   | –  | –  | 50  | –   | 33  | 35  |
| Hunter Gibson | –   | –   | –   | –   | –   | –   | –   | –   | –  | –   | –   | –  | –  | 55 | 55 | 53  | 54  | –  | –   | –  | –   | –   | –  | –  | –   | –   | –   | –   |
| Michael Glasder | –   | –   | –   | –   | –   | –   | –   | –   | –  | –   | –   | –  | –  | –  | –  | 45  | 38  | 39 | –   | –  | –   | –   | –  | –  | –   | –   | –   | –   |
| Casey Larson | –   | –   | –   | –   | –   | –   | 59  | 41  | 41 | 40  | 26  | 37 | 32 | –  | –  | 16  | 22  | 25 | dns | –  | –   | –   | –  | –  | –   | –   | –   | –   |
| Greyson Scharffs | –   | –   | –   | –   | –   | –   | dns | dns | –  | –   | –   | –  | –  | –  | –  | 41  | 45  | 45 | –   | –  | –   | –   | 44 | 43 | 57  | 59  | –   | –   |
| Andrew Urlaub | –   | –   | –   | –   | –   | –   | –   | –   | 53 | dsq | 29  | 38 | 40 | –  | –  | 48  | 46  | –  | –   | –  | –   | –   | –  | –  | –   | 35  | 25  | 28  |
| Szwajcaria |     |     |     |     |     |     |     |     |    |     |     |    |    |    |    |     |     |    |     |    |     |     |    |    |     |     |     |     |
| Simon Ammann | –   | –   | –   | –   | 6   | dns | –   | –   | –  | –   | –   | –  | –  | –  | –  | –   | –   | –  | –   | –  | –   | –   | –  | –  | –   | –   | –   | –   |
| Gregor Deschwanden | –   | –   | –   | –   | 41  | 28  | 17  | 24  | 21 | 25  | –   | –  | –  | 26 | 22 | 30  | 24  | 35 | 34  | 34 | 45  | 38  | –  | –  | –   | –   | –   | –   |
| Luca Egloff | 43  | 41  | –   | –   | 30  | 33  | 33  | 26  | 29 | 39  | –   | –  | –  | 20 | 32 | 12  | 17  | 7  | dns | –  | –   | –   | –  | –  | 46  | 25  | –   | –   |
| Sandro Hauswirth | 60  | 45  | –   | –   | 11  | 26  | 6   | 18  | –  | –   | –   | –  | –  | –  | –  | –   | –   | –  | –   | –  | –   | –   | 19 | 24 | –   | –   | –   | –   |
| Pascal Kälin | –   | –   | –   | –   | 44  | 44  | –   | –   | –  | –   | –   | –  | –  | –  | –  | –   | –   | –  | –   | –  | –   | –   | –  | –  | –   | –   | –   | –   |
| Gabriel Karlen | –   | –   | –   | –   | 28  | 50  | –   | –   | –  | –   | –   | –  | –  | 38 | 21 | 28  | 26  | 22 | 38  | 27 | 36  | 47  | –  | –  | 38  | 14  | –   | –   |
| Dominik Peter | 54  | 50  | –   | –   | 25  | 36  | 14  | 12  | –  | –   | –   | –  | –  | –  | –  | –   | –   | –  | –   | –  | –   | –   | 22 | 14 | –   | –   | –   | –   |
| Andreas Schuler | –   | –   | –   | –   | 7   | 9   | –   | –   | 13 | 15  | –   | –  | –  | –  | –  | –   | –   | –  | –   | –  | –   | –   | –  | –  | 22  | 56  | –   | –   |
| Turcja |     |     |     |     |     |     |     |     |    |     |     |    |    |    |    |     |     |    |     |    |     |     |    |    |     |     |     |     |
| Muhammet İrfan Çintımar | –   | –   | –   | –   | –   | –   | –   | –   | –  | –   | –   | –  | –  | –  | –  | –   | –   | –  | –   | –  | –   | –   | –  | –  | –   | –   | 39  | 43  |
| Fatih Arda İpcioğlu | –   | –   | –   | –   | –   | –   | –   | –   | –  | –   | –   | –  | –  | –  | –  | –   | –   | –  | –   | –  | –   | –   | –  | –  | –   | –   | 28  | 36  |
| Ukraina |     |     |     |     |     |     |     |     |    |     |     |    |    |    |    |     |     |    |     |    |     |     |    |    |     |     |     |     |
| Witalij Kaliniczenko | 63  | 60  | –   | –   | 42  | 43  | –   | –   | –  | –   | –   | –  | –  | 45 | 46 | –   | –   | –  | 44  | 43 | –   | –   | –  | –  | 45  | 42  | –   | –   |
| Jewhen Marusiak | 67  | 63  | –   | –   | 55  | 56  | –   | –   | –  | –   | –   | –  | –  | –  | –  | –   | –   | –  | 50  | 45 | –   | –   | –  | –  | 55  | 57  | –   | –   |
| Andrij Waskuł | 65  | 61  | –   | –   | dsq | 54  | –   | –   | –  | –   | –   | –  | –  | –  | –  | –   | –   | –  | dns | 56 | –   | –   | –  | –  | –   | –   | –   | –   |
| Węgry |     |     |     |     |     |     |     |     |    |     |     |    |    |    |    |     |     |    |     |    |     |     |    |    |     |     |     |     |
| Flórián Molnár | –   | –   | –   | –   | –   | –   | –   | –   | 56 | 53  | –   | –  | –  | –  | –  | 46  | 44  | 43 | 52  | 52 | –   | –   | –  | –  | 51  | 46  | –   | –   |
| Wielka Brytania |     |     |     |     |     |     |     |     |    |     |     |    |    |    |    |     |     |    |     |    |     |     |    |    |     |     |     |     |
| Robert Lock | –   | –   | –   | –   | –   | –   | –   | –   | –  | –   | –   | –  | –  | –  | –  | dsq | 51  | 49 | –   | –  | –   | –   | –  | –  | –   | –   | –   | –   |
| Włochy |     |     |     |     |     |     |     |     |    |     |     |    |    |    |    |     |     |    |     |    |     |     |    |    |     |     |     |     |
| Davide Bresadola | 64  | 48  | –   | –   | 52  | 51  | –   | –   | –  | –   | –   | –  | –  | –  | –  | –   | –   | –  | –   | –  | –   | –   | –  | –  | –   | –   | –   | –   |
| Giovanni Bresadola | 56  | 59  | –   | –   | 49  | 47  | –   | –   | –  | –   | –   | –  | –  | –  | –  | –   | –   | –  | –   | –  | –   | –   | –  | –  | –   | –   | –   | –   |
| Federico Cecon | –   | –   | –   | –   | –   | –   | –   | –   | –  | –   | –   | –  | –  | 44 | 33 | –   | –   | –  | 48  | 40 | 32  | 36  | –  | –  | 25  | 38  | –   | –   |
| Francesco Cecon | –   | –   | –   | –   | –   | –   | –   | –   | –  | –   | –   | –  | –  | –  | –  | –   | –   | –  | –   | –  | –   | –   | –  | –  | 53  | dns | –   | –   |
| Sebastian Colloredo | 35  | 34  | –   | –   | 35  | 37  | –   | –   | –  | –   | –   | –  | –  | 42 | 37 | –   | –   | –  | –   | –  | –   | –   | –  | –  | –   | –   | –   | –   |
| Alex Insam | –   | –   | –   | –   | –   | –   | –   | –   | –  | –   | –   | –  | –  | 18 | 20 | –   | –   | –  | –   | –  | –   | –   | –  | –  | –   | –   | –   | –   |
| Legenda |     |     |     |     |     |     |     |     |    |     |     |    |    |    |    |     |     |    |     |    |     |     |    |    |     |     |     |     |
| 1-3 4-30 poniżej 30 dns – Zawodnik zgłoszony do konkursu nie wystartował dsq – Zawodnik zdyskwalifikowany - – Zawodnik nie zgłoszony do konkursu |     |     |     |     |     |     |     |     |    |     |     |    |    |    |    |     |     |    |     |    |     |     |    |    |     |     |     |     |

## Klasyfikacja generalna
Stan po zakończeniu sezonu 2018/2019
| Miejsce | Zawodnik                | Występy | Punkty |
| ------- | ----------------------- | ------- | ------ |
| 1.      | Clemens Aigner          | 13      | 977    |
| 2.      | Aleksander Zniszczoł    | 21      | 895    |
| 3.      | Marius Lindvik          | 13      | 863    |
| 4.      | Robin Pedersen          | 16      | 754    |
| 5.      | Pius Paschke            | 22      | 744    |
| 6.      | Felix Hoffmann          | 24      | 713    |
| 7.      | Martin Hamann           | 17      | 658    |
| 8.      | Moritz Baer             | 24      | 624    |
| 9.      | Ulrich Wohlgenannt      | 28      | 618    |
| 10.     | Andreas Granerud Buskum | 28      | 593    |
| 11.     | Markus Schiffner        | 15      | 586    |
| 12.     | Rok Justin              | 26      | 570    |
| 13.     | Žak Mogel               | 17      | 568    |
| 14.     | Thomas Hofer            | 25      | 427    |
| 15.     | Andrzej Stękała         | 25      | 394    |
| 16.     | Bor Pavlovčič           | 9       | 387    |
| 17.     | Jaka Hvala              | 21      | 384    |
| 18.     | Tilen Bartol            | 11      | 372    |
| 19.     | Stefan Huber            | 13      | 357    |
| 20.     | Andreas Wank            | 21      | 351    |
| 21.     | Paweł Wąsek             | 18      | 345    |
| 22.     | Žiga Jelar              | 9       | 340    |
| 23.     | Nejc Dežman             | 20      | 302    |
| 24.     | Thomas Aasen Markeng    | 11      | 293    |
| 25.     | Andraž Pograjc          | 18      | 280    |
| 26.     | Joakim Aune             | 20      | 274    |
| 27.     | Fredrik Villumstad      | 10      | 264    |
| 28.     | Justin Lisso            | 19      | 231    |
| 29.     | Severin Freund          | 7       | 211    |
| 30.     | Keiichi Satō            | 6       | 206    |
| ...     |                         |         |        |